# گلید (کانزاس)
گلید (به انگلیسی: Glade) شهری در ایالت کانزاس کشور ایالات متحده آمریکا است که جمعیت آن در سرشماری سال ۲۰۱۰ میلادی، ۹۶ نفر بوده‌است.